# Jakaltekowie
Jakaltekowie – grupa etniczna Majów w północno-zachodniej Gwatemali, przy granicy z Meksykiem. Posługują się swoim własnym językiem jakaltek. Ich populację szacuje się na 67,5 tysiąca. 
Zamieszkują górzysty obszar, który jest usiany wulkanami. Zajmują się rolnictwem, produkując kawę, cukier, kardamon czy też banany. Owce dostarczają wełny dla szerokiej gamy odzieży tkanej i haftowanej.
Większość mieszka w okolicy miasta Jacaltenango, zwanego w ich języku Xajlaj, czyli „miejsce wielkich białych płyt kamiennych”. Jakaltekowie są stosunkowo odizolowani, zachowując wiele tradycyjnych zwyczajów, które zaginęły wśród innych grup etnicznych – nadal np. wykorzystują dmuchawkę do polowania na ptaki i małe zwierzęta. Religia Majów przenika tradycyjne obrzędy, zwyczaje i sposoby myślenia tej grupy ludności, która w większości przeszła na katolicyzm, a częściowo na protestantyzm. 